# عادل جمعة
عادل جمعة عامر هو وزير الدولة لشؤون مجلس الوزراء بحكومة الوحدة الوطنية الليبية، وترأس منصب وكيل وزارة التعليم بحكومة الوفاق الوطني. ولد في بني وليد.

## مسيرته المهنية
بدأ عادل جمعة مسيرته المهنية كوكيل وزارة التعليم بحكومة الوفاق الوطني عام 2016. ثم تولى منصب وزير الدولة لشؤون مجلس الوزراء بحكومة الوحدة الوطنية عام 2021. قام النائب العام بإيقاف الوزير أثناء شغله منصب وكيل وزارة التعليم على خلفية شبه فساد، كما قامت هيئة الإدارة الرقابية في مايو 2023 بإيقاف الوزير احتياطيًّا للتحقيق معه.

## محاولة اغتياله
تعرض الوزير لمحاولة اغتيال في 12 فبراير 2025 أصيب على إثرها برصاصتين في ساقيه بعد وابل من الرصاص على سيارته فور خروجه من مجمع «بالم سيتي» الذي يقع فيه مقر البعثة الأممية.
أعلنت النيابة العامة في 25 فبراير أنها قد تعرفت على هوية مرتكب الواقعة، وأن المتهم قد غادر البلاد.